# غوستاف هوفر
غوستاف هوفر (بالإيطالية: Gustav Hofer)‏ هو صحفي وكاتب سيناريو ومقدم تلفزيوني ومخرج وممثل إيطالي، ولد في 9 مايو 1976 في سارنتال في إيطاليا.

## وصلات خارجية
- غوستاف هوفر على موقع IMDb (الإنجليزية)
- غوستاف هوفر على موقع ألو سيني (الفرنسية)
- غوستاف هوفر على موقع أول موفي (الإنجليزية)
- غوستاف هوفر على موقع قاعدة بيانات الفيلم (الإنجليزية)
- غوستاف هوفر على موقع كينوبويسك (الروسية)